# Pikku Linkkajärvi
Pikku Linkkajärvi är en sjö i Överkalix kommun i Norrbotten och ingår i Kalixälvens huvudavrinningsområde.